# Andrzej Kuśnierek
Andrzej Jan Kuśnierek (ur. 2 sierpnia 1958 w Rzepinie) – generał brygady Wojska Polskiego.

## Przebieg służby
Służbę wojskową rozpoczął w 1977 roku w Wyższej Szkole Oficerskiej Wojsk Pancernych w Poznaniu. W 1981 roku otrzymał przydział do 27 Pułku Czołgów Średnich w Gubinie. W tej jednostce zajmował stanowiska: dowódcy kompanii, szefa sztabu i dowódcy batalionu do roku 1987. Po ukończeniu w 1990 roku Akademii Sztabu Generalnego WP został wyznaczony na stanowisko oficera szkoleniowego, a następnie szefa sztabu-zastępcy dowódcy w 73 Pułku Czołgów w Gubinie. Od 1993 do 1999 roku dowodził batalionami rozpoznawczymi, najpierw 2 Batalionem Rozpoznawczym, następnie 6 Kresowym Batalionem Rozpoznawczym. W międzyczasie ukończył kursy języka angielskiego na wymaganym poziomie. W 1999 roku został wyznaczony na stanowisko szefa wydziału-zastępcy szefa sztabu, a następnie szefa wydziału operacyjnego 11 DKPanc ŚOW. W 2000 roku ukończył Kurs Taktyczno-Operacyjny – integracji z NATO, pobierał także naukę w Ośrodku Szkolenia Językowego w Kanadzie. W tym samym roku przejął dowodzenie 34 Brygadą Kawalerii Pancernej 11 DKPanc ŚOW. Obowiązki dowódcy brygady pełnił do końca 2002 roku, po czym został służbowo przeniesiony do 2 Korpusu Zmechanizowanego. W latach 2003–2006 pełnił służbę w Dowództwie 2 KZ na stanowisku szefa oddziału operacyjnego. W tym czasie dwukrotnie służył w Iraku na stanowiskach: szef sekretariatu Dowódcy – III zmiana i asystent Dowódcy MND C-S – VI zmiana. Po powrocie z misji pełnił obowiązki asystenta w sztabie korpusu. W listopadzie 2007 roku objął obowiązki Szefa Sztabu 2 KZ w Krakowie. Wielokrotnie brał udział w ćwiczeniach narodowych i międzynarodowych piastując ważne funkcje, między innymi: Szef Responce Cell w ćwiczeniu pk. „CANNON CLOUD 2002”, Szef Sztabu Kierownictwa Ćwiczenia pk. „CRISTAL EAGLE 2005” (Certyfikacja Korpusu Północ – Wschód) oraz Szef Sztabu podczas ćwiczeń „EUPHRATES” i „BAGRAM” sprawdzających stan przygotowania polskich kontyngentów wojskowych wyjeżdżających do Iraku i Afganistanu. Z dniem 13 stycznia 2012 roku objął dowodzenie 2 Brygadą Zmechanizowaną w Złocieńcu. W 2013 roku skierowany do pełnienia służby poza granicami kraju jako Zastępca Dowódcy Regionu Wschodniego ISAF. Z dniem 5 grudnia 2014 roku objął dowodzenie 17 Brygadą Zmechanizowaną w Międzyrzeczu. Z dniem 20 listopada 2015 roku przekazał dowodzenie brygadą. Został wyznaczony na stanowisko Szefa Zarządu Wojsk Aeromobilnych i Zmotoryzowanych w Inspektoracie Wojsk Lądowych Dowództwie Generalnym Rodzajów Sił Zbrojnych.
26 września 2016 roku zakończył służbę zawodową.

## Życie prywatne
W chwilach wolnych uprawia sport, zgłębia historię kraju oraz podtrzymuje myśliwskie tradycje rodzinne. Jest żonaty, ma dwoje dzieci – syna Kamila (1984) oraz córkę Annę (1986).

## Awanse
- podporucznik – 1981

(...)
- generał brygady – 2014[4]

## Odznaczenia
- Złoty Krzyż Zasługi – 2004[5]
- Srebrny Krzyż Zasługi – 2000[6]
- Wojskowy Krzyż Zasługi z Mieczami – 2008[7]
- Gwiazda Iraku
- Gwiazda Afganistanu – 2014[8][9]
- Złoty Medal „Siły Zbrojne w Służbie Ojczyzny”
- Złoty Medal „Za zasługi dla obronności kraju”
- Odznaka Honorowa Wojsk Lądowych
- Odznaka pamiątkowa 2 BZ
- Odznaka pamiątkowa 17 WBZ – 2014, ex officio jako dowódcy[10]
- Odznaka absolwenta Podyplomowych Studiów Polityki Obronnej AON
- Odznaka "Zasłużony dla Śląskiego Okręgu Wojskowego"
- Złoty Krzyż Honorowej Odznaki Organizacyjnej "Za Zasługi dla Związku Piłsudczyków RP" – 2014[8][9]
- Medal "60 Lat Udziału Polski w Misjach Poza Granicami Państwa" (SKMP ONZ) – 2014[8][9]
- Medal Pamiątkowy Wielonarodowej Dywizji Centrum-Południe w Iraku
- Brązowa Gwiazda – Stany Zjednoczone
- Medal NATO za misję ISAF